# 福井崇郎
福井 崇郎（ふくい たかお、1988年〈昭和63年〉1月10日 - ）は日本の政治家。福岡県福津市長（1期）。元福津市議会議員（2期）。

## 来歴
長崎県北松浦郡宇久町（現・佐世保市）生まれ。2012年（平成24年）3月、九州大学大学院比較社会文化学府（現・地球社会統合科学府）修士課程修了。津屋崎のまちづくり会社に勤務後、まちづくり会社 あたりまえ・ラボ代表に就任した。2018年（平成30年）12月、九州大学大学院比較社会文化学府博士課程単位取得退学。
2019年（平成31年）、福津市議会議員に無所属で立候補して、初当選を果たした。同年1月24日に就任した。2022年（令和4年）、市議会議員選挙で再選を果たした。議会では建設環境委員会委員長、議会広報調査特別委員会委員長を歴任した。

### 2025年福津市長選挙
2024年（令和6年）10月26日に市長選への立候補を表明した。市長選立候補に伴い、市議は2025年（令和7年）2月2日付で失職となった。同月9日、福津市長選挙にて現職・原崎智仁らを破り初当選した。
※当日有権者数：54,543人 最終投票率：43.88%（前回比： 6.70pts）
| 候補者名 | 年齢 | 所属党派 | 新旧別 | 得票数  | 得票率 | 推薦・支持 |
| -------- | ---- | -------- | ------ | ------- | ------ | ---------- |
| 福井崇郎 | 37   | 無所属   | 新     | 6,639票 | 27.98% | -          |
| 原崎智仁 | 54   | 無所属   | 現     | 6,025票 | 25.40% | -          |
| 刀禰詩織 | 45   | 無所属   | 新     | 5,557票 | 23.42% | -          |
| 小田幸暢 | 62   | 無所属   | 新     | 5,008票 | 21.11% | -          |
| 古賀重信 | 94   | 無所属   | 新     | 496票   | 2.09%  | -          |

3月6日に就任した。